# Eino Forsman

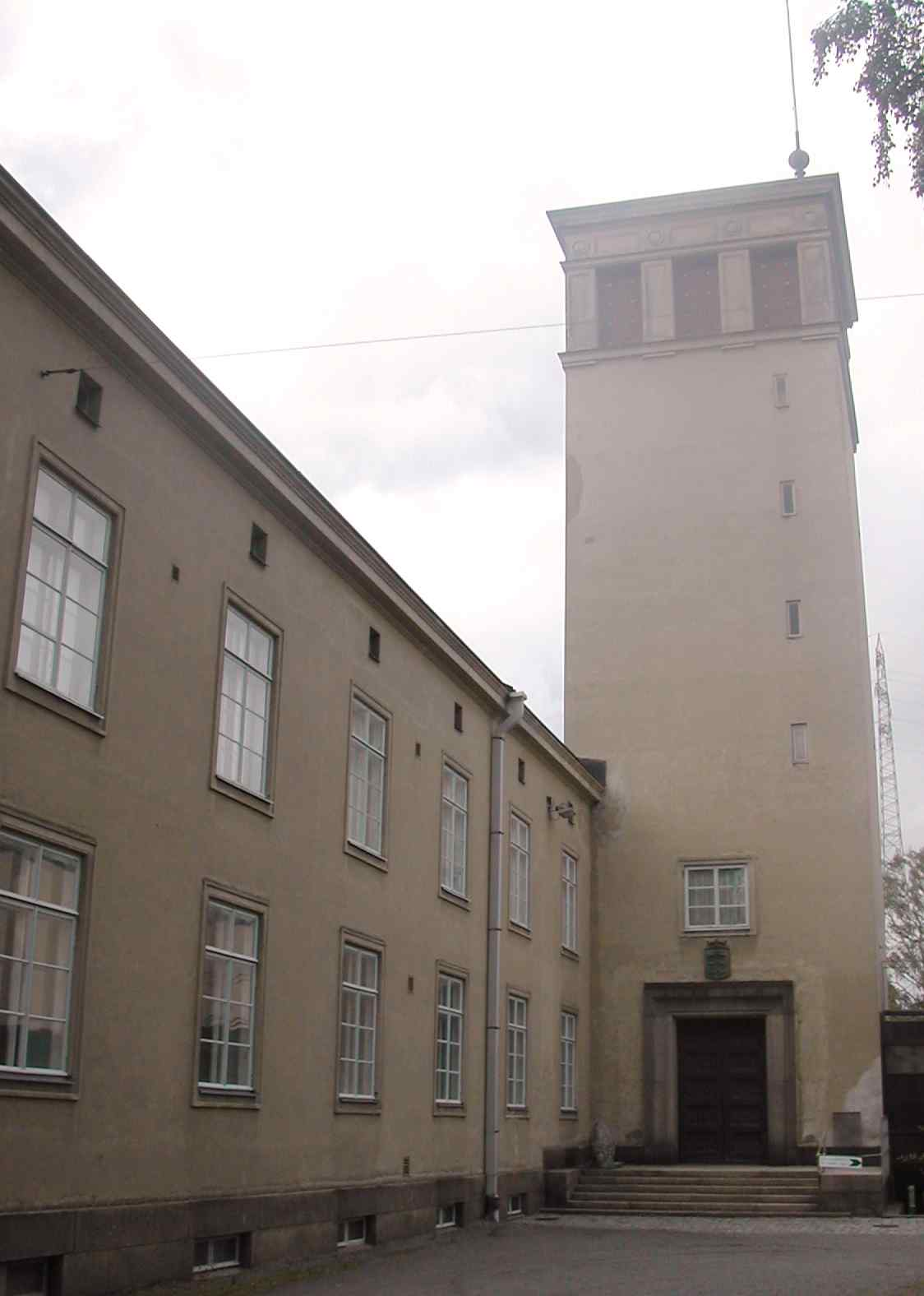
Österbottens museum.

Johan Eino Ilmari Forsman, född 19 mars 1879 i Åbo, död 12 augusti 1958 i Helsingfors, var en finländsk arkitekt. Han var gift med Ester Niska.
Forsman blev filosofie kandidat 1902, filosofie magister 1904 vid Helsingfors universitet och studerade arkitektur i München 1904–1906. Efter att ha varit verksam hos Valter Jung & Emil Fabritius samt hos Lars Sonck bedrev han egen arkitektverksamhet från 1924. Han ritade en rad sjukhus- och sanatoriebyggnader, däribland Dals tuberkulossjukhus (1929) och Invalidstiftelsens rehabiliteringsanstalt (1943), båda i Helsingfors, samt sanatorierna i Kontiolax (1930), Kangasala (1931) och Kuusankoski (1933) och Tarinaharju sanatorium i Siilinjärvi (1931). Bland hans övriga arbeten märks Helsingfors konservatorium, sedermera Sibelius-Akademin (1931) och Österbottens museum i Vasa (1930). Han var politirådman i Helsingfors 1939–1940.